# Ruska plutajuća nuklearna elektrana
1. Preusmjeri Nacrt:Ruska plutajuća nuklearna elektrana